# Algot Lönn
Algot Lönn (* 18. Dezember 1887 in Eskilstuna; † 3. April 1953 ebenda) war ein schwedischer Radrennfahrer und Olympiasieger im Radsport.

## Sportliche Laufbahn
Lönn wurde mit der Mannschaft Schwedens bei den Olympischen Sommerspielen 1912 in Stockholm Olympiasieger in der Mannschaftswertung im Straßenrennen, das als Einzelzeitfahren ausgetragen wurde. Mit ihm fuhren für Schweden Ragnar Malm, Axel Persson und Johan Erik Friborg. Er wurde auf dem 10. Platz des Rennens, das vom Südafrikaner Rudolph Lewis gewonnen wurde, klassiert. Lönn war der viertbeste Schwede (vier Fahrer jeder Mannschaft kamen in die Mannschaftswertung) und sicherte mit seiner gefahrenen Zeit die Goldmedaille.